# مستعر أعظم SN 2016gkg

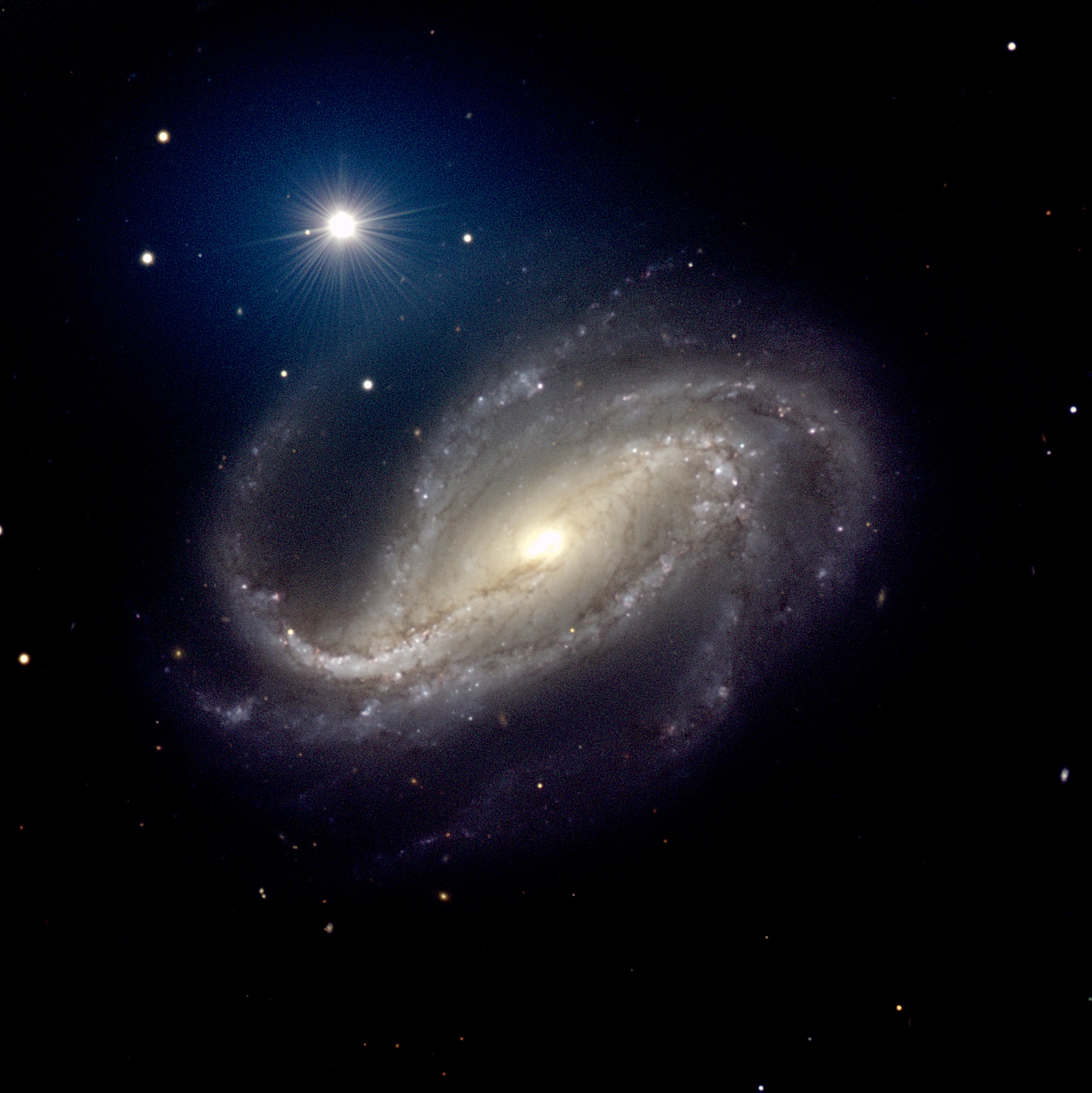
المجرة NGC 613, حدث المستعر الأعظم SN 2016gkg في أحد أذرعها أسفل مركز المجرة.

SN 2016gkg هو مستعر أعظم من التصنيف SN IIb حدث في أحد أذرع مجرة حلزونية تبعد عنا نحو 86 سنة ضوئية. اسم المجرة NGC 613 ، ويقع المستعر الأعظم هذا على بعد 50 تانية قوسية غربا و 88 ثانية قوسية جنوب مركز المجرة. اكتشفت في 20 سبتمبر عام 2016 بعد انفجارها بعدة ساعات، واكتشفها أحد هواة علم الفلك من الأرجنتين اسمه «فيكتور بوسو». قام بوسو بإعلان اكتشافه على الفور لدى الاتحاد الفلكي الدولي وبذلك اعطى المعلومات لمختلف التلسكوبات الكبيرة في العالم للقيام بتصوير ودراسة ذلك الحدث بدقة أعلى، حيث كان الانفجار لا يزال في بدايته كمستعر أعظم.
تعود أهمية المستعر الأعظم SN 2016gkg أنه اكتشف بعد انفجاره بوقت قصير. فقد يسر قياس الضوء الصادر منه وما فيه من اشعاعات كهرومغناطيسية ومقارنتها مع صور قديمة التقطها تلسكوب هابل الفضائي، يسر الحصول على حجم النجم المتفجر وتركيبه، تلك البيانات التي لا تظهر في مستعر أعظم بعد مرور زمن طويل على انفجاره.
الإحداثيات (اعتدال شمسي حقبة)
- مطلع مستقيم: 1h 34m 14,46s (23,56025)
- الميل: −29° 26′ 25,0″ (−29.440278)

## الوصف
تشير مجموعة الصور التي التقطت في البدء إلى زيادة في سطوع لا تتفق مع أجري من رصد بعد ذلك. ولذلك فقد اقترح نموذج للمستعر الأعظم على أساس أنه تم على مرحلتين. النموذج الأول كان بغرض معرفة تطور المستعر الأعظم كعملية شمولية تتفق مع البيانات التي سجلت. ومن هذا النموذج قدر إمالية الطاقة المنبثقة بنحو E = 1,2 × 1051 إرج وكمية مادة منطلقة تقدر بـ 3,4 كتلة شمسيةومن ضمنها 0,085 كتلة شمسية من 56النيكل. ثم تم تنقيح النموذج بدراسة مراحل التبريد في مستعر أعظم من النوع IIb ، فاتضح أن غلاف النجم المتفجر قبل النفجار كان له نصف قطر 320 ضعفا لنصف قطر الشمس وان كتلته تبلغ 0,01 كتلة شمسية.
وعلى أساس الصور التي رصدها «بوسو» والارصاد التالية التي أجرتها مقرابات عالمية فقد اكتشفت في عام 2017 بيانات مختلفة عن صفات النجم المتفجر قبل الانفجار ونشرت. فقد توصلت أحد مجموعات الباحثين تعمل مع العالم الفلكي «إيار أركافي» من جامعة كاليفورنيا إلى نصف قطر 40 إلى 150 ضعفا لنصف قطر الشمس وكتلة الغلاف بين  2 إلى 40 × 10−2 كتلة شمسية.
بين يومي 21 إلى 27 سبتمبر 2016 التقطت أشعة إكس صادرة من SN 2016gkg ، قام بتصويرها القمر الصناعي مرصد سويفت الفضائي. 
وقد تبين خلال فترة الرصد المذكورة أن أشعة إكس الصادرة منه قلت بمعدل ملحوظ، مما يشير إلى أن مصدر أشعة إكس هي أيضا المستعر الأعظم SN 2016gkg .

## اقرأ أيضا
- NGC 613
- SN 2016aps
- مستعر أعظم 1987 إيه